# Azalea Celenia Quiñones
Azalea Quiñones (El Tigre, 27 de mayo de 1951) es una artista plástico venezolana, ganadora del Premio Nacional de Cultura de Venezuela 2008-2010 Mención Artes Plásticas.

## Biografía

### Inicios y educación
En 1956 la familia Quiñones-Hernández se traslada a Caracas, donde comenzó su vida de tensas exageraciones y de preguntas anhelantes de respuestas. En 1972 ingresa a la Escuela de Artes Plásticas Cristóbal Rojas destacándose entre sus maestros Luis Guevara Moreno, Alirio Rodríguez, entre otros. Realiza autorretratos. Incorpora animales domésticos, elemento que se mantendrá durante toda su obra. Inicia la elaboración de retratos y la investigación de la figuración-abstracta. [cita requerida]
En 1975 egresa de la Escuela de Artes Plásticas Cristóbal Rojas. Participa en curso: Luz, Color y Visión dictado por el Dr. Miguel Laufert; experimenta con texturas e impresos, en los temas predomina el erotismo y concluye con la figuración abstracta. [cita requerida]
Viaja a Bogotá y Medellín entre los años 1976 y 1977, visita Galerías y Museos, queda motivada por la obra del pintor colombianos Fernando Botero. Realiza el curso introductorio al Conocimiento de las Artes, en la Universidad Central de Venezuela. La figura infantil aparece en sus obras. Continúa con la temática del retrato e inicia los grupos de familia italiana y la venezolana; ejecutará diversas nacionalidades en las diferentes series. Las manos de los personajes aumentan sus dimensiones. Incorpora los elementos paisajísticos: jardines y follajes.
Visita Nueva York, Panamá y México a finales de 1978 - "Al contacto con los intelectuales de mi país comienza mi interés por el retrato, al principio me dediqué a pintar caras de desconocidos, que nadie sabe si se parecen o no. Estimulada porque me quedaban bien, me atreví a pintar gente conocida por todos." dice Azalea.
En la década de los 80, vive y viaja por toda Europa; recorre países como Alemania, Suiza y Zürich. Una vez en Madrid, España se comunica con la Pintura Negra de Goya y  Barcelona con la obra de Gaudí. Visita París y Roma conociendo a grandes artistas plásticos de la época. Asiste a la Bienal de Venecia y retorna a España con una visión completa de los grandes maestros del arte europeo, y un estudio intenso de la obra de Picasso. [cita requerida]

Regresa a Venezuela a mediados del 81 y la pintura negra se hace presente en su obra, así como el ciclo de retratos y autorretratos religiosos trabajados en gran formato. Introduce el autorretrato doble que desarrollará a lo largo de su carrera, evidenciado en la obra El Arcángel aquí inicia el proceso de desdoblamiento. [cita requerida]
Realiza los primeros autorretratos desnudos, paralelamente su obra continúa con la temática religiosa incorporando personajes públicos del país, evidenciado en su obra La Cena donde personifica en un autorretrato doble como Jesús y Judas. Realiza la Crucifixión que es el epicentro de su obra religiosa. inicia una breve etapa blanca con el tema de la comunión.
En 1982 inicia y concluye la serie Penintencias. Incorpora el collage en sus autorretratos. Inicia la serie de collage La Boda. Concluye la etapa blanca que desarrolla con misticismo destacando la obra Los Invitados
Su primer viaje a Argentina, en 1984, desde Buenos Aires hasta la Patagonia emprende la serie Las Niñas de Carroll, homenaje a Lewis Carroll, con dibujos de la etapa roja. Concluye la serie El Tarot, óleos y dibujos.
En 1987 posa desnuda pintando para la Exposición de Fotografía: Los revulsivos, de Luigi Scotto. Galería Los Espacios Cálidos, Ateneo de Caracas, un año después recorre el sur de Brasil.
Comienza a principios de los 90 con la serie Tiempo de Flores y Otros Deleites, obras pintadas con sus propios dedos. Más tarde viaja a Los Andes venezolanos y se queda por un año en Rubio estado Táchira, donde inicia y concluye la serie Los Infantes que son los sueños de sus juegos, muñecas y objetos de su infancia vestidos de ilusión y fantasía, trabajados al óleo y técnica mixta sobre papel.
Regresa a Caracas a mediados de 1995 y expone Los Infantes de Azalea Quiñones y concluye la serie óleos Viaje al fin de la noche, donde elabora nuevamente el tema de los autorretratos desnuda. Se integra profundamente a la religión católica.
A principios de 1999 continúa con los personajes cotidianos y dentro de la serie incluye retratos de niños y familias judías, víctimas del Holocausto, donde las texturas y pinceladas veloces en los fondos se hacen presente. Concluye y expone los óleos Por el Mundo [cita requerida]

## Premios
| Año  | Premio                     | Categoría       |
| 2010 | Premio Nacional de Cultura | Artes Plásticas |
| 2011 | Kunst Award                | Arts            |